# Zapotlán El Grande
Zapotlán El Grande là một đô thị thuộc bang Jalisco, México. Năm 2005, dân số của đô thị này là 96050 người.